# Donald Mallard
Donald Mallard, surnommé Ducky, est un personnage fictif (2003-2023) interprété par l'acteur britannique David McCallum dans la série télévisée américaine NCIS : Enquêtes spéciales.

## Biographie
Surnommé affectueusement « Ducky » par ses coéquipiers — notamment Jethro Gibbs —, Donald Mallard est le médecin légiste et doyen de l'équipe.
Il est diplômé de médecine à l'université d'Édimbourg en Écosse et a fait une partie de ses études à Eton College. Il a pratiqué le cricket dans ces deux institutions. Étant dans l'armée britannique dans sa jeunesse, il a participé à la guerre du Vietnam et a servi en Allemagne.
Il est célibataire et vit avec sa mère Victoria Mallard (Nina Foch), présente dans les épisodes  Vengeance d'outre-tombe et   La Taupe. Elle est nonagénaire et souffre de la maladie d'Alzheimer. Sa mort est annoncée dans l’épisode  Double identité / Double vie, simple mortel. Sa pierre tombale indique qu’elle est née en 1912 et morte en 2010.
On apprend dans la saison 1 que Ducky et elle aiment regarder le catch le vendredi soir et manger des concombres au gingembre (référence à WWE Friday Night SmackDown).
Il est fier de ses origines britanniques et conduit une ancienne Morgan, dotée d'un châssis en bois et d'un volant à droite.
Il est découvert mort dans son lit par Jimmy Palmer dans l’épisode Adieu Ducky de la 21e saison. Ce décès fait suite à celui de son interprète David McCallum le 25 septembre 2023,.

### Saison 9 (2011-2012)
Le Dr Mallard est victime d'une crise cardiaque dans le dernier épisode de la saison, sa survie est laissée en suspens.

### Saison 10 (2012-2013)
Ducky n’a pas succombé à son infarctus mais il est mis en arrêt maladie. Il reprend son poste à la fin du troisième épisode de la saison.

### Saison 15 (2017-2018)
Lors de l'épisode La Revenante, le Dr Mallard est invité d'honneur à l'université d'Édimbourg et se voit décoré du titre de Docteur ès Lettres humaines. Cependant, son amie Cadence lui propose un poste de Maître de conférences au « John Jay College of Criminal Justice » de New York pour une durée de six mois. Ce dernier hésite, mais Gibbs l'incite à prendre ce poste. À la fin dudit épisode, il annonce à Jimmy Palmer sa décision.

### Saison 16 (2018-2019)
Lors du seizième épisode, le Dr Mallard décide qu'il est temps pour lui de prendre sa retraite et de laisser son poste de médecin-légiste en chef à Jimmy Palmer, avec qui il travaille depuis environ 15 ans. À la fin de l’épisode, il fait part de sa décision à Gibbs, qui ne sait quoi lui répondre. Dans l'épisode suivant, le Directeur Vance lui offre un poste à temps partiel d'historien du NCIS afin de faire perdurer ses connaissances et en faire profiter toute l'agence. Il finit par accepter cette proposition.

### Saison 21 (2024)
Ducky meurt dans son sommeil, dans l’épisode Adieu Ducky, sa mort coïncide avec celle de David McCallum, quelques mois plus tôt.

### Apparitions
Présent dans presque tous les épisodes de la saison 1 à la saison 14, sauf épisode Légende (2e partie), il n'apparait plus que dans 13 épisodes sur 24 dans les saisons 15 et 16, puis 6 épisodes sur 20 dans la saison 17, 3 épisodes sur 16 dans la saison 18, 4 épisodes sur 21 dans la saison 19 et 4 épisodes sur 22 de la saison 20. Il s'agira de l'ultime saison avant le décès de David McCallum en septembre 2023.
Dans les épisodes où le personnage apparaît jeune, lors de flashbacks, Ducky est interprété par l'acteur Adam Campbell.

## Décorations
Lorsque Ducky accompagne la directrice du NCIS la fin de l'épisode  Sous couverture, plusieurs médailles militaires sont accrochées sur sa poitrine.

## Personnalité
Prolixe, il a l'habitude de parler à ses « patients » en salle d'autopsie, de manière semblable à Alexx Woods dans Les Experts : Miami — un jour, Kate lui dit même : « méfie-toi, un de ces jour, il y en a un qui va te répondre ! ». Il est secondé par le jeune Jimmy Palmer depuis que Gérald Jackson a été blessé à l'épaule.
Ayant un humour très british ainsi qu'une culture encyclopédique (qu'il n'a de cesse de dévoiler dans ses monologues) et raffinée (il est grand connaisseur en musique classique, en particulier lyrique), Ducky fait preuve de classe, d'intelligence, de modération. C’est un caractère aux antipodes de ce qu’il affichait dans les deux épisodes de JAG qui ont introduit la série, épisodes où il était plus proche du « médecin de salle de garde. Au même titre qu’Abby, et en coopération étroite avec elle, il est souvent indispensable pour la progression des enquêtes. Dans la seconde saison, alors que Palmer explique que la possession d'un pouce opposable est la spécificité de l'espèce Homo, Ducky s'exclame : « Ce genre de digression est l'un de mes privilèges, M. Palmer », preuve que Ducky aime montrer l'étendue de son érudition.
Sa fierté d'être britannique, et plus précisément écossais, se traduit également par son obstination à appeler les membres de l'équipe par leurs prénoms en entier : Abigail pour Abby, Caitlin pour Kate, Timothy pour McGee ou Eleanor pour Bishop. Cependant, il garde une certaine distance avec son assistant qu'il appelle Monsieur ou Docteur Palmer, bien qu'il le tutoie (du moins dans la version française).
Une interview de l'acteur David McCallum dans le quotidien 20 minutes révèle que l'acteur s'est levé de nombreuses fois dès 6 heures du matin pour assister à des autopsies, car il « voulait voir, comprendre les gestes. Observer comment les légistes mettent et enlèvent leurs gants, comment ils utilisent leurs mains, comment ils parlent ».

## Relations avec les autres membres de l'équipe
Très apprécié du reste de l'équipe ainsi que de la directrice Jenny Shepard, qui l'utilise dans la saison 4 pour converser avec le trafiquant d'armes « La Grenouille » : Ducky fait alors preuve de son aisance dans la langue de Molière ainsi que de sa passion pour le vin et les grands cognacs. Il inspire le respect et la sympathie. Il entretient une relation particulièrement amicale avec Gibbs, qu'il connaît depuis les débuts de celui-ci au NCIS. Il est le seul membre de l'équipe à l'appeler par son prénom : « Jethro ». Il lui a présenté une de ses trois femmes et il sait aussi quand il faut se mettre « aux abris », après l'affaire Ari, en disant à l'équipe que son état n'allait pas être bon pour eux, ou quand il prévient que Gibbs était autrefois comme DiNozzo et qu'une affaire l'a radicalement changé.

## Clins d’œil
Dans l'épisode  Vengeance d'outre-tombe, lorsque l'agent spécial Caitlin Todd interroge Gibbs à propos de l'apparence physique de Ducky lorsqu'il était plus jeune, celui-ci répond qu'il ressemblait « à Illya Kuryakin », personnage justement interprété par David McCallum dans la série Des agents très spéciaux, durant les années 1960.
Dans l'épisode  Kill Ari (1/2), quand Ari et Gérald l'appellent au téléphone, on aperçoit sur le mur du laboratoire du Docteur Mallard une maquette de la locomotive à vapeur anglaise « Mallard ». De surcroît, quand Ari prend en otages Gérald et Ducky dans l'épisode Piège en sous-sol, il fait une brève explication de la locomotive Mallard et de son record de vitesse.